# Ford Y-block
Ford Y-block — семейство V-образных восьмицилиндровых моторов Ford Motor Company, выпускавшееся в общей сложности с 1954 по 1964 год.
Пришло на смену выпускавшемуся ровно полвека Ford Flathead V8 и, в свою очередь, уступило место на конвейере семействам Ford FE и Ford Windsor.
Это семейство не следует путать с представленным в 1952 году Lincoln Y-block V8, также использовавшимся на грузовых автомобилях Ford.

## Название
Название Y-block появилось из-за того, что двигатель имел очень глубокий масляный картер и при взгляде спереди напоминал букву Y (для рядных двигателей в рекламе «Форда» тех лет могла аналогичным образом использоваться буква I — к примеру, предлагавшийся наряду с Y-block V8 рядный шестицилиндровый мотор Milage Maker Six в промо-материалах мог также называться I-block).

## Модификации

### 239
Изначальный вариант Y-block с рабочим объёмом 239 куб. дюймов (3 917 см³), пришедший на смену последней версии Ford Flathead V8 (3,9 л., 106 л.с.). Устанавливался на легковые автомобили и лёгкие грузовики Ford начиная с 1954 модельного года (начался осенью 1953 календарного). Рейтинг мощности — 130 л.с. (bhp).
На двигатель в легковом варианте устанавливались головки со степенью сжатия 7,2 и впускными клапанами диаметром 1,64 дюйма, а в версии для пикапов — со степенью сжатия 7,5 и клапанами на 1,78 дюйма. Электрооборудование — 6-вольтовое. Система питания — 2-камерный карбюратор с параллельными дроссельными заслонками.
В 1955 мотор был заменен двигателем объёмом 272 кубических дюйма, имевшим новые бензонасос, помпу, масляный насос, распределитель зажигания, втулки распределительного вала и сам распредвал.

### 256 / V-161
Вариант, устанавливавшийся с 1954 модельного года на автомобили Mercury и грузовые автомобили Ford. Рабочий объём — 256 куб. дюймов (4 196 см³). Рейтинг мощности — 161 л. с. (bhp) пр 4400 об/мин. Крутящий момент — 323 Нм при 2200 об/мин. Система питания — четырёхкамерный карбюратор Holley 2140 для Mercury или 2-камерный карбюратор с параллельными дроссельными заслонками для грузовиков.
На двигатель устанавливались головки со степенью сжатия 7,5 и впускными клапанами диаметром 1,78 дюйма.

### 272
В 1955 году на «Фордах» стала доступна за доплату увеличенная до 272 кубов (4 458 см³) версия Y-block, пользовавшаяся широкой популярностью, а после 1955 года — ставшая базовым мотором. Рабочий объём 272 куб. дюйма, рейтинг мощности — 162 л. с. при использовании 2-камерного карбюратора с параллельными дроссельными заслонками (1955 год), 173 л. с. (1956 год), 180 л. с. (1957). Увеличение мощности достигалось увеличением степени сжатия, увеличенными впускными клапанами и измененными коромыслами, стоявшими на моторах 1956 и 1957 годов, обеспечивающих больший подъём клапана. В случае использования 4-камерного кабюратора — 182 л. с. в 1955, для других годов данных нет. Электрооборудование — 6 вольт до 1956 года, после — 12 вольт.
На двигатель устанавливались головки со степенью сжатия от 7,6 до 8,6 и впускными клапанами диаметром от 1,78 до 1,92 дюйма.
С 1958 года мотор совместно с версией объёмом 292 кубических дюйма стал также выпускаться в Бразилии для установки на бразильские грузовики Ford F-серии до 1977 года, а также на бразильских Galaxie 500 c 1967 года.

### 292 / Thunderbird V8
Двигатель рабочим объёмом 4 786 см³, с 1955 года устанавливался на Ford Thunderbird и дорогие полноразмерные «Форды», вроде Ford Crown Victoria, а также некоторые модели Mercury. Кроме того, устанавливался на пикапы Ford.

### 312 / Thunderbird Special V8
Рабочий объём — 5 114 см³, устанавливался с 1956 года на наиболее дорогие «Форды», включая Thunderbird, и все модели Mercury. Мощность — 210 л. с. (степень сжатия 8,0), 225 л. с. (8,4) или 235 л. с. (9,0). Внешне различить двигатели с различной степенью форсирования можно было по цвету клапанных крышек головок блока и воздушного фильтра: у самого маломощного мотора они были красными, у среднего — голубыми, а у наиболее мощного — серебристыми.
С января 1956 года с этим мотором стал доступен пакет опций M 260, включавший в себя распределительные валы с измененным профилем кулачков, доработанные головки блока и двухкарбюраторную систему питания, с ним мотор развивал 260 л. с. (bhp).
В 1957 году кратковременно предлагался с приводным нагнетателем McCulloch-Paxton.
В последний раз эта модификация Y-block использовалась на некоторых моделях Mercury 1960 модельного года, причём в дефорсированном варианте с двухкамерным карбюратором.

## Особенности и недостатки
Для всех моторов семейства Y-block был характерен общий конструктивный дефект — недостаточная подача смазочного масла к осям коромысел клапанного механизма, что вызывало их ускоренный износ. Это было связано с тем, что через смазочную магистраль масло подавалось в первую очередь к коренным подшипникам коленчатого вала, затем — к подшипникам распределительного вала, и лишь после этого — к осям коромысел. Причём сечение использовавшегося для этого масляного канала было недостаточным, а при используемых в то время смазочных материалах он быстро забивался шламом, если владелец пренебрегал рекомендованными изготовителем сроками замены масла или совершал поездки лишь на короткие расстояния. В результате масло переставало поступать к оси коромысел, а без смазки этот узел очень быстро выходил из строя. Некоторые владельцы переделывали систему смазки этих двигателей таким образом, чтобы масло подавалось к осям коромысел непосредственно от масляного насоса через проложенные снаружи двигателя медные трубки. Мотор также страдал от перегревов, вызванных конструкцией головок блока и расположенных рядом выпускных клапанов 2-го и 3-го, а также 6-го и 7-го цилиндров (особенно в форсированных вариантах с увеличенным диаметром клапанов).
В остальном двигатель был вполне на уровне своего времени, а в 1955—57 годах явно опережал аналогичные моторы «Шевроле» по рабочему объёму, мощности и крутящему моменту.
Наиболее существенным недостатком Y-block была очень плотная компоновка и вытекающая из неё невозможность наращивать рабочий объём двигателя свыше определённого предела — даже с использованием современных тюнинговых комплектующих, не связанных уровнем технологий пятидесятых годов, он не может быть увеличен сверх 348 куб. дюймов / 5,7 литров. На рубеже сороковых и пятидесятых годов, когда этот мотор только проектировался, такие цифры выглядели более чем достойно, однако к середине пятидесятых всё изменилось: с каждым годом американские автомобили становились всё крупнее и тяжелее, а также получали всё большее количество дополнительного оборудования, на обеспечение работы которого требовалась дополнительная мощность, с новой силой разгорелась «гонка лошадиных сил», подстёгиваемая низкими ценами на топливо.
Запущенный в серию в 1955 модельном году аналогичный по габаритам small-block V8 от «Шевроле» был изначально рассчитан на наращивание рабочего объёма вплоть до 400 куб. дюймов / 6 556 см³, появление же в 1958 году имевшего увеличенные геометрические размеры блока и расстояние между осями цилиндров Chevrolet big-block V8 окончательно сделало семейство Y-block неконкурентоспособным. В том же году у «Форда» появилось аналогичное семейство двигателей Ford FE, рассчитанное на увеличение рабочего объёма вплоть до 7 литров. После продлившегося несколько лет переходного периода, к 1963 модельному году оно стало основным V8 на полноразмерных легковых «Фордах», а после 1964 — и на пикапах.
Наследником же Y-block в качестве моторов V8 малого и среднего рабочего объёма стало семейство Ford Windsor, представленное к 1962 модельному году.

## Тюнинг
В настоящее время семейство Y-block набирает популярность у любителей хотроддинга, появляется рынок тюнинговых комплектующих к этим двигателям, чему способствует лёгкость установки современной пятиступенчатой коробки передач Tremec T-5 из-за почти совпадающей с родной трансмиссией разболтовки колокола сцепления. Наиболее перспективными для доводки считаются двигатели модели 1957 года, имеющие наиболее оптимальную с этой точки зрения конфигурацию головок и большие клапана.

## Лицензионные версии
Версия Y-BLock, переведённая в метрическую систему мер (5025 см³, 140 л.с. DIN), выпускалась по лицензии фирмы Ford в Румынии на заводе «Стягул Рошу» (Steagul Rosu, «Красное знамя»).